# Brachythecium noterophiloides
Brachythecium noterophiloides là một loài rêu trong họ Brachytheciaceae. Loài này được G. Roth mô tả khoa học đầu tiên năm 1905.